# گریت یان فان هیون گدارت
گریت یان فان هیون گدارت (هلندی: Gerrit Jan van Heuven Goedhart؛ زاده ۱۹ مارس ۱۹۰۱ – درگذشته ۸ ژوئیه ۱۹۵۶) سیاستمدار و دیپلمات هلندی بود. او اولین رئیس کمیساریای عالی سازمان ملل متحد برای پناهندگان بود (۱۹۵۱–۱۹۵۶).
وی همچنین برندهٔ جوایزی همچون جایزه صلح نوبل شده‌است.

## زندگی‌نامه
فان هیون گدارت در ۱۹ مارس ۱۹۰۱ در بوسوم واقع در شمال هلند متولد شد، پدرش گیزبرت ویلم گدارت یک کشیش پروتستان بود. مادرش فرانسینا دینگندا هلنا فان هیون بود. او را در هنگام تولد گدارت نام گذاشتند اما در سال ۱۹۳۳ وی اجازه اضافه کردن نامه مادری اش را به فامیل خود به دست آورد. فان هیون گدارت در رشته حقوق دانشگاه لیدن تحصیل کرد و در ۱۹۲۶ فارغ‌التحصیل گردید.
وی در سال ۱۹۲۴ با فرانسیس بخت (۱۸۹۹–۱۹۸۷) ازدواج کرد. در سال ۱۹۳۱ طلاق گرفت و در سال ۱۹۳۲ با ارنا هوان (Erna Hauan) (1899–1991) ازدواج کرد. فان هیون گدارت صاحب دو فرزند کارین صوفی و برجلیپا هالیدیس شد.

## فعالیت‌ها و مناصب
فان هیون گدارت در ۱۹۲۶ خبرنگار روزنامه دیلی تلگراف شد. در ۱ ژانویه ۱۹۳۰، در سن ۲۸ سالگی، او سردبیر این روزنامه شد. وی در ۱ ژوئن ۱۹۳۳ به دلیل خودداری از انتشار مقاله ای که آدولف هیتلر، رهبر تازه انتخاب شده آلمان را «یک دولت بزرگ» بنامد اخراج گردید. بعد از آن ون سردبیر روزنامه منطقه‌ای اوترخت نیوز بلاد Utrechts) Nieuwsblad) شد، وی تا زمان تهاجم آلمان به هلند در این سمت باقی ماند.
در دوران جنگ جهانی دوم فان هیون گدارت سردبیر و خبرنگار روزنامه غیرقانونی هت پارول (Het Parool) شد. وی در ۱۹۴۴ به لندن رفت و در سمت وزیر دادگستری دولت در تبعید منصوب گردید.
پس از جنگ جهانی دوم، فان هیون گدارت به هلند بازگشت و بار دیگر سردبیر روزنامه هت پارول شد. در ۱۹۴۷ وی سناتور حزب کارگر شد و در ۱۹۵۱ از هر دو شغل خود کناره‌گیری کرد تا اولین ریاست کمیساریای عالی سازمان ملل برای پناهندگان را برعهده گیرد. وی در سال ۱۹۵۴ در همین سمت موفق به دریافت جایزه صلح نوبل شد.

## مدال و افتخارات
- جایزه برج شیر هلند که به شخصیتهای برجسته اعطا می‌شد، ۱۹۴۹
- جایزه صلح نوبل به کمیساریای عالی سازمان ملل برای پناهندگان، ۱۹۵۴
- جایزه صلح واته لر از بنیاد کارنگی، ۱۹۵۶

## درگذشت
فان هیون گدارت در ۸ ژوئیه ۱۹۵۶ در حالی که در سمت ریاست کمیساریای عالی ملل متحد برای پناهندگان بود در گذشت.